# ディモナ・レーダー施設

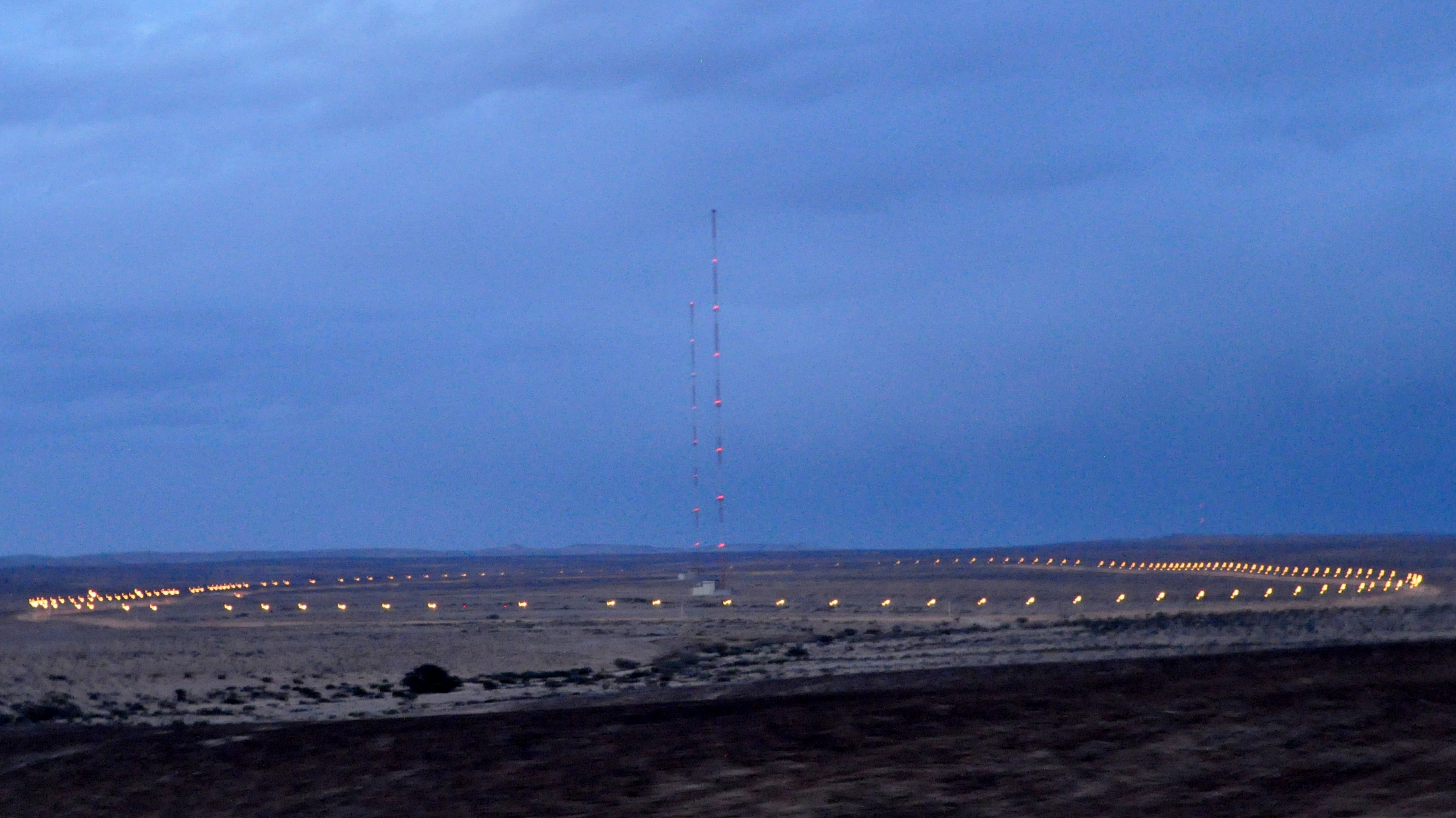
ディモナ・レーダー施設

ディモナ・レーダー施設（ディモナ・レーダーしせつ、英語: Dimona Radar Facility、ヘブライ語: מתקן המכ"ם בדימונה）は、イスラエル・ディモナ付近のネゲヴ砂漠に存在するアメリカ軍のレーダー施設。高さ400 mのレーダー・タワーはイスラエル一高い建造物であるとともに、世界一高いレーダーである。同国内に初めて設置された外国軍施設である。

## 概要
2008年運用開始。2基のAN/TPY-2 Xバンド・レーダーはイスラエルの空中で動くあらゆる物体を監視可能であり、2012年5月30日のタイム誌の記事によると、2,900 マイル（約4,667 km）離れた地点で空に放り投げられたソフトボールを探知できるという。レーダーはイランの弾道ミサイル発射を探知・追尾し、イスラエルの防衛システムに情報を伝達するが、イスラエル側関係者によれば、収集された情報は同国に対しては必要時のみに提供されるという。
タワーは北緯30度58分07秒 東経35度05分50秒 / 北緯30.9685905度 東経35.097121度及び北緯30度58分32秒 東経35度05分55秒 / 北緯30.9756831度 東経35.0986823度の地点に位置する。